# Simon & Halbig

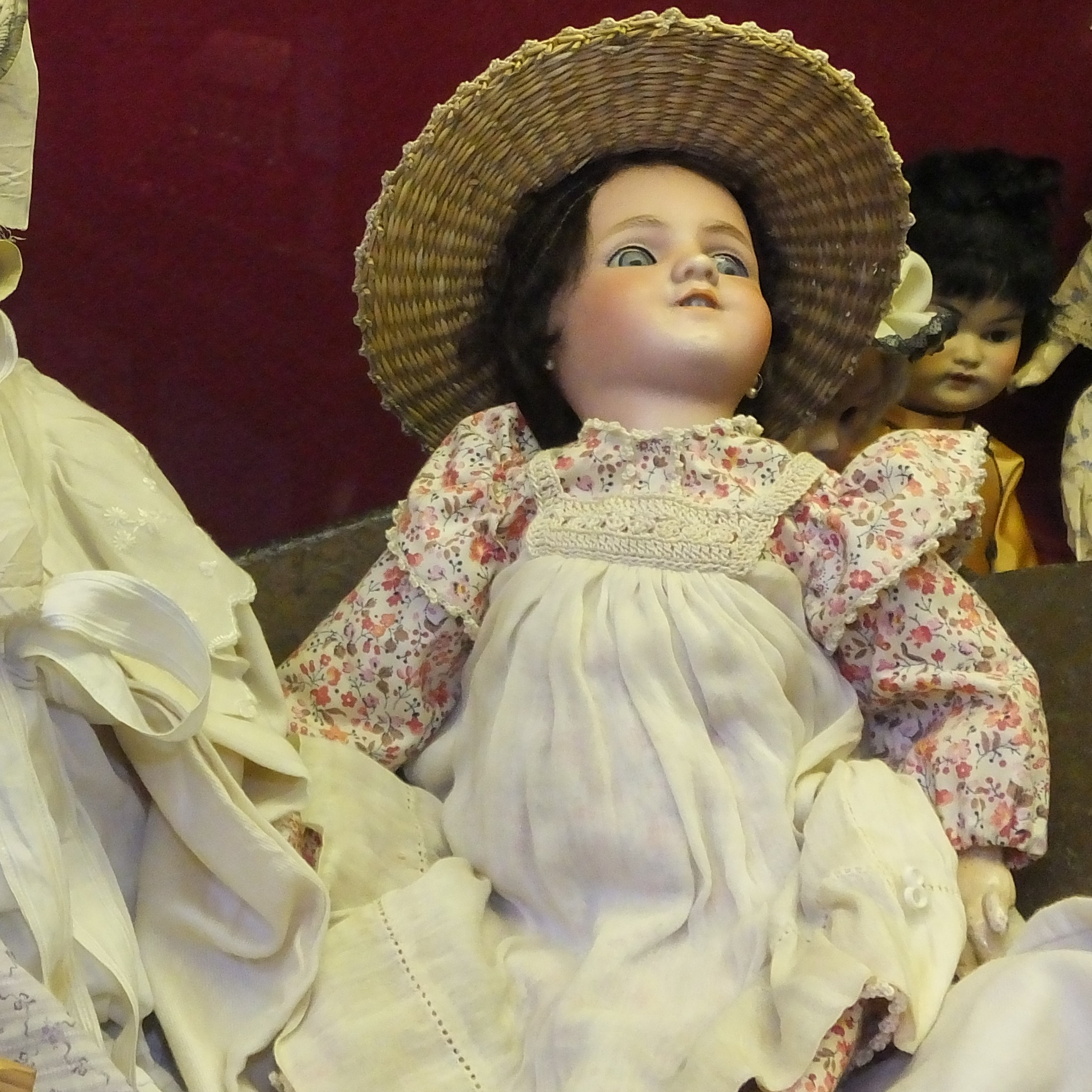
Porzellankopfpuppe von Simon & Halbig in der Puppensammlung des Rochester Guildhall-Museums

Simon & Halbig (SH oder S & H) war eine im 19. Jahrhundert in Gräfenhain gegründete Porzellanfabrik, aus der sich eine der größten Puppenkopf-Hersteller Deutschlands entwickelte.

## Geschichte
Das Unternehmen wurde 1869 gegründet von Wilhelm Simon und Carl Halbig Da der Mitbegründer Wilhelm Simon jedoch auch Spielzeughersteller war und auch Puppen produzierte, begann das Unternehmen rasch auch mit der Herstellung von Puppenköpfen aus Biskuitporzellan für den eigenen Bedarf sowie für andere Firmen.
Ab 1902 lieferte Simon & Halbig Biskuitköpfe für zahlreiche Puppenfabrikanten in ganz Europa, insbesondere sämmtliche Biskuitköpfe für das Unternehmen Kämmer & Reinhardt (K & R). In dieser Abhängigkeit wird auch der Grund für die Übernahme von S & R durch K & R im Jahr 1920 vermutet. Die Marke S & R wurde jedoch bis 1939 oder später verwendet.
Zu den Puppenherstellern, die Köpfe von S & H produzieren ließen, gehörten C. M. Bergmann, Carl Bergner, Cuno & Otto Dressel, R. Eekhoff, Fleischmann & Bloedel, Hamburger & Co., Heinrich Handwerck, Adolf Hülls, Jumeau, Louis Lindner, Roullet & Decamps, Franz Schmidt & Co., S. F. B. J., Carl Trautmann, Welsch & Co., Hugo Wiegand, Wiesenthal, Schindel & Kallenberg sowie Adolf Wislizenus. Für diese waren bei S & R teilweise Formennummern und Handelsnamen reserviert.
Nachfolger von Simon & Halbig wurde nach 1930 das Keramische Werk Graefenhain, das die Marke KWG nutzte.

## Marken und Datierungen
Für die Sammler zählen die Schulterköpfe von Simon & Halbig zu den ältesten mit einer Markierung versehenen Biskuitobjekten. Die älteste bekannte Markierung stellt der Stempel SH dar. 1875 folgt der als eingetragene Marke für Verpackungen „sitzende Chinese“. Der Zusatz DEP bei der Marke von SH findet sich erst ab dem Jahr 1888. Ab 1905 wandelte sich das in die Produkte eingestempelte Firmenkürzel in S & H. Eine genaue zeitliche Datierung einzelner Objekte gestaltet sich in der Regel jedoch schwierig, da die eingeprägten Nummern auf den Formen – in der Regel entweder am Hinterkopf oder auf der Vorder- oder Rückseite der Schulterplatten der Porzellankopfpuppen – teils für verschiedene Größen und teilweise über Jahrzehnte genutzt wurden.